# Walter Scott, I lord Scott di Buccleuch
Walter Scott, I lord Scott di Buccleuch (1565 – 15 dicembre 1611) è stato un nobile scozzese.

## Biografia
Walter Scott era il figlio secondogenito di Sir Walter Scott, IV barone di Buccleuch (a sua volta nipote di Walter Scott di Branxholme e Buccleuch) e di sua moglie, Margaret Douglas.
Nominato cavaliere dal re Giacomo VI di Scozia nel 1590, lord Buccleuch venne nominato dallo stesso sovrano governatore di Liddesdale e guardiano delle West Marches.
Nel 1594, lord Buccleuch venne rinominato governatore di Liddesdale, e fu in questo ruolo che due anni dopo egli riuscì a catturare Kinmont Willie Armstrong, famoso brigante di confine. Armstrong venne catturato da alcuni soldati inglesi assistiti da Warden Salkeld il 17 marzo 1596 in piena violazione delle leggi confinarie. Essendo stato catturato presso Carlisle venne imprigionato nel locale castello.
Lord Buccleuch, come governatore, chiese al guardiano inglese Sir Thomas Scrope che Armstrong venisse rilasciato in quanto la sua cattura non era conforme alle leggi, ma questa petizione fu senza successo. Non riuscendo a liberare Armstrong per vie diplomatiche, nella notte del 13 aprile 1596 lord Buccleuch si pose alla guida di un gruppo di ottanta uomini e si diresse verso Carlisle. Lasciando gran parte degli uomini a breve distanza dalla città, si intrufolò nel castello ove Armstrong era tenuto prigioniero. Riuscì a farsi aprire le porte grazie ad un contatto interno e a liberare Armstrong, facendo ritorno nei confini scozzesi. Nell'operazione non vi furono morti da entrambe le parti.
Il raid al castello creò un incidente diplomatico tra Scozia ed Inghilterra, e la guerra sembrava ormai imminente quanto lord Buccleuch decise di arrendersi alle autorità inglesi. Accusato della liberazione di Armstrong, lord Buccleuch venne posto in custodia presso il Master of the Ordnance a Berwick, Sir William Selby, e venne successivamente inviato a Londra.
Quando lord Buccleuch raggiunse Londra, dopo essere stato presentato alla regina, Elisabetta I gli chiese cosa mai l'avesse spinto a compiere un'azione tanto disperata quanto presuntuosa e si narra che lord Buccleuch abbia detto in tale occasione: "Cosa avrebbe potuto spingere un uomo a non farlo?". Elisabetta, rivolgendosi al suo valletto dirà poi "Con 10.000 uomini come questo i nostri fratelli scozzesi potrebbero far tremare i troni più saldi d'Europa".
Un discendente di lord Buccleuch, il noto scrittore Sir Walter Scott, trascrisse una famosa ballata su questo raid dal titolo Kinmont Willie che si trova nella sua collezione Minstrelsy of the Scottish Border, Vol. 1.
Egli venne creato Lord del Parlamento, col titolo di lord Scott di Buccleuch nel 1606 da Giacomo I d'Inghilterra, già re di Scozia.
Dal 1604 sino al 1609, lord Buccleuch guidò una compagnia di scottish borderers al servizio di Maurizio di Nassau, principe di Orange durante la Rivolta olandese.
Lord Buccleuch morì il 15 dicembre 1611, e venne sepolto nella St Mary's Kirk, di Hawick.

## Matrimonio e figli
Lord Scott sposò (contratto datato al 1º ottobre 1586) Mary, figlia di Sir William Kerr di Cessford e di sua moglie, Janet Douglas. La coppia ebbe quattro figli:
1. Walter Scott, I conte di Buccleuch (m. 20 novembre 1633)
2. Margaret Scott (m. 5 ottobre 1651) sposò in prime nozze James Ross, VI lord Ross; sposò in seconde nozze Sir Alexander Seton di Foulstruther, poi Montgomerie, VI conte di Eglinton
3. Elizabeth Scott sposò (contratto datato 22 novembre 1616) John Cranstoun, poi II Lord Cranstoun
4. Jean Scott (m. dopo il 21 novembre 1613).

Scott ebbe anche una figlia illegittima avuta da Delia, figlia del capitano Thomas Butler. La figlia, Jean, sposò poi Robert Scott di Whitslaid. Oltre a questa egli ebbe un figlio illegittimo John (probabilmente da identificarsi con John Scott, prevosto di Crichton, morto nel 1646).